# Liste der Kulturdenkmale in Kupferzell
In der Liste der Kulturdenkmale in Kupferzell sind alle Bau- und Kunstdenkmale der Gemeinde Kupferzell und ihrer Teilorte verzeichnet, die im „Verzeichnis der unbeweglichen Bau- und Kunstdenkmale und der zu prüfenden Objekte“ des Landesamts für Denkmalpflege Baden-Württemberg verzeichnet sind.
Diese Liste ist nicht rechtsverbindlich. Eine rechtsverbindliche Auskunft ist lediglich auf Anfrage bei der Unteren Denkmalschutzbehörde des Hohenlohekreises erhältlich.

## Gesamtes Gemeindegebiet
| Bild | Bezeichnung    | Lage                    | Datierung | Beschreibung             | ID |
| ---- | -------------- | ----------------------- | --------- | ------------------------ | -- |
|      | Markungssteine | gesamtes Gemeindegebiet |           | Geschützt nach § 2 DSchG |    |

## Kupferzell
| Bild           | Bezeichnung                                                    | Lage                                       | Datierung | Beschreibung                  | ID |
| -------------- | -------------------------------------------------------------- | ------------------------------------------ | --------- | ----------------------------- | -- |
|                | Friedhofsmauer                                                 | Kupferzell, Friedhofweg (Karte)            |           | Geschützt nach § 2 DSchG      | BW |
|                | Gefallenendenkmal                                              | Kupferzell, Friedhofweg                    |           | Geschützt nach § 2 DSchG      |    |
|                | Doppeltenn-Stallscheuer                                        | Kupferzell, Gerberstraße 14 und 16 (Karte) |           | Geschützt nach § 2 DSchG      | BW |
|                | Pfarrhaus der fürstl. Hohenlohe-Öhringenschen Spitalverwaltung | Kupferzell, Kirchgasse 8 (Karte)           |           | Geschützt nach § 2 DSchG      | BW |
|                | Evangelisches Pfarrhaus                                        | Kupferzell, Kirchgasse 10 (Karte)          |           | Geschützt nach § 2 DSchG      | BW |
|                | Wohnhaus                                                       | Kupferzell, Kirchgasse 11                  |           | Geschützt nach § 2 DSchG      |    |
|                | Ladengeschäft und Wirtschaft zur Molkerei                      | Kupferzell, Kirchgasse 18 (Karte)          |           | Geschützt nach § 2 DSchG      | BW |
|                | Evangelische Kirche                                            | Kupferzell, Kirchgasse 20 (Karte)          |           | Geschützt nach § 28 DSchG     | BW |
|                | Evangelische Volksschule                                       | Kupferzell, Kirchgasse 22 (Karte)          |           | Geschützt nach § 2 DSchG      | BW |
|                | Wohnhaus                                                       | Kupferzell, Künzelsauer Straße 4 (Karte)   |           | Geschützt nach § 2 DSchG      | BW |
| Weitere Bilder | Katholische Kirche St. Michael                                 | Kupferzell, Langenburger Straße 10 (Karte) |           | Geschützt nach § 2 DSchG      |    |
|                | Wohnhaus                                                       | Kupferzell, Marktplatz 7 (Karte)           |           | Geschützt nach § 2 DSchG      | BW |
|                | Kellerhaus                                                     | Kupferzell, Marktplatz 9 (Karte)           |           | Geschützt nach § 2 DSchG      | BW |
|                | Wohn- und Geschäftshaus                                        | Kupferzell, Marktplatz 10 (Karte)          |           | Geschützt nach § 28 DSchG     | BW |
|                | Wohn- und Geschäftshaus                                        | Kupferzell, Marktplatz 13 (Karte)          |           | Geschützt nach § 2 DSchG      |    |
|                | Rathaus                                                        | Kupferzell, Marktplatz 14 und 16 (Karte)   |           | Geschützt nach § 28 DSchG     | BW |
|                | Gasthof zur Traube                                             | Kupferzell, Marktplatz 15 (Karte)          |           | Geschützt nach § 2 DSchG      |    |
|                | Ehem. Wohngebäude der Kameralverwaltung                        | Kupferzell, Marktplatz 27 (Karte)          |           | Geschützt nach § 28 DSchG     |    |
|                | Wohn- und Geschäftshaus                                        | Kupferzell, Marktstraße 1 (Karte)          |           | Geschützt nach § 2 DSchG      | BW |
|                | Kindergarten                                                   | Kupferzell, Obere Vorstadt 4 (Karte)       |           | Geschützt nach § 2 DSchG      | BW |
| Weitere Bilder | Schlossanlage                                                  | Kupferzell, Schlossstraße 1 und 14 (Karte) |           | Geschützt nach §§ 2, 28 DSchG |    |
|                | Doppelwohnhaus mit Stallscheuer                                | Kupferzell, Schulstraße 5, 7 und 9 (Karte) |           | Geschützt nach § 2 DSchG      | BW |
|                | Gasthaus zum Pflug                                             | Kupferzell, Untere Vorstadt 4 (Karte)      |           | Geschützt nach § 2 DSchG      | BW |
|                | Fachwerkscheuer                                                | Kupferzell, Rechbach 9 (Karte)             |           | Geschützt nach § 2 DSchG      | BW |
|                | Ehem. herrschaftlicher Lehenshof                               | Kupferzell, Schafhof 1-3 (Karte)           |           | Geschützt nach §§ 2, 12 DSchG | BW |
|                | Wohnhaus                                                       | Kupferzell, Ulrichsberg 5 (Karte)          |           | Geschützt nach § 2 DSchG      | BW |
|                | Wohnstallhaus                                                  | Kupferzell, Ulrichsberg 19 (Karte)         |           | Prüffall                      | BW |

## Eschental
| Bild           | Bezeichnung                 | Lage                                    | Datierung | Beschreibung                  | ID |
| -------------- | --------------------------- | --------------------------------------- | --------- | ----------------------------- | -- |
|                | Evang. Pfarrhof             | Eschental, Hauptstraße 19, 21 (Karte)   |           | Geschützt nach § 2 DSchG      |    |
| Weitere Bilder | Kirchturm der Kilianskirche | Eschental, Hauptstraße 27 (Karte)       |           | Geschützt nach § 28 DSchG     |    |
|                | alter Kirchhofbereich       | Eschental, bei Hauptstraße 27           |           | Geschützt nach §§ 2, 28 DSchG |    |
|                | Früheres Schulhaus          | Eschental, Hauptstraße 36 (Karte)       |           | Prüffall                      | BW |
|                | Türgewände                  | Eschental, Sommerberg 2 (Karte)         |           | Geschützt nach § 2 DSchG      | BW |
|                | Bauernhaus                  | Eschental, Sommerberg 18 (Karte)        |           | Geschützt nach § 2 DSchG      | BW |
|                | Laufbrunnen                 | Eschental, vor Talweg 2 (Karte)         |           | Geschützt nach § 2 DSchG      | BW |
|                | Burgruine Günzburg          | Eschental, Gewann Altes Schloss (Karte) |           | Geschützt nach § 28 DSchG     | BW |
|                | Sühnekreuz                  | Eschental, Gewann Stück                 |           | Geschützt nach § 2 DSchG      |    |
|                | Wohnstallhaus               | Eschental, Einweiler 3 (Karte)          |           | Geschützt nach § 2 DSchG      | BW |

## Feßbach
| Bild | Bezeichnung                                         | Lage                                             | Datierung | Beschreibung             | ID |
| ---- | --------------------------------------------------- | ------------------------------------------------ | --------- | ------------------------ | -- |
|      | Kellerhaus                                          | Feßbach, Am Feuersee 9 (Karte)                   |           | Geschützt nach § 2 DSchG | BW |
|      | Backhäuschen                                        | Feßbach, Am Rathaus 12/1 (Karte)                 |           | Geschützt nach § 2 DSchG | BW |
|      | Rathaus                                             | Feßbach, Am Rathaus 15 (Karte)                   |           | Geschützt nach § 2 DSchG | BW |
|      | Hofanlage                                           | Feßbach, Dorfstraße 10, Im Weiler 17 (Karte)     |           | Geschützt nach § 2 DSchG | BW |
|      | Ökonomiegebäude einer Hofanlage                     | Feßbach, Im Weiler 12 (Karte)                    |           | Geschützt nach § 2 DSchG | BW |
|      | Glockenstuhl mit Gemeindeglocke                     | Feßbach, Nußbaumweg 2 (Karte)                    |           | Geschützt nach § 2 DSchG | BW |
|      | Doppelwohnhaus                                      | Feßbach, Nußbaumweg 6, 8 (Karte)                 |           | Geschützt nach § 2 DSchG | BW |
|      | Sandsteintürgewände am Gasthaus zum Goldenen Ross   | Feßbach, Nußbaumweg 9 (Karte)                    |           | Geschützt nach § 2 DSchG | BW |
|      | Kellerhaus                                          | Feßbach-Kubach, Haager Straße 3 (Karte)          |           | Geschützt nach § 2 DSchG | BW |
|      | Weilerglöckchen                                     | Feßbach-Kubach, Haager Straße                    |           | Geschützt nach § 2 DSchG |    |
|      | Hofanlage mit Wohnhaus                              | Feßbach-Rüblingen, Alte Schulstraße 4 (Karte)    |           | Geschützt nach § 2 DSchG | BW |
|      | Hofanlage                                           | Feßbach-Rüblingen, Am Glockenturm 3 (Karte)      |           | Prüffall                 | BW |
|      | Hofanlage                                           | Feßbach-Rüblingen, Am Glockenturm 13, 15 (Karte) |           | Geschützt nach § 2 DSchG | BW |
|      | Wohnstallhaus                                       | Feßbach-Rüblingen, Am Glockenturm 16 (Karte)     |           | Prüffall                 | BW |
|      | Glocke der St.-Georgs-Kapelle                       | Feßbach-Rüblingen, Am Glockenturm                |           | Geschützt nach § 2 DSchG |    |
|      | Backhäuschen                                        | Feßbach-Rüblingen, Waldstraße 31 (Karte)         |           | Geschützt nach § 2 DSchG | BW |
|      | Sandsteinpfosten einer Garteneinfriedung mit Treppe | Feßbach-Rüblingen, Waldstraße 39 (Karte)         |           | Geschützt nach § 2 DSchG | BW |
|      | Friedhof                                            | Feßbach-Rüblingen, Waldstraße (Karte)            |           | Geschützt nach § 2 DSchG | BW |
|      | Sandsteinpfosten einer Garteneinfriedung            | Feßbach-Rüblingen, Waldstraße                    |           | Geschützt nach § 2 DSchG |    |

## Goggenbach
| Bild | Bezeichnung              | Lage                                 | Datierung | Beschreibung             | ID |
| ---- | ------------------------ | ------------------------------------ | --------- | ------------------------ | -- |
|      | Gemeindehaus             | Goggenbach, Brunnenstraße 2 (Karte)  |           | Geschützt nach § 2 DSchG | BW |
|      | Brennereigebäude         | Goggenbach, Brunnenstraße 12 (Karte) |           | Geschützt nach § 2 DSchG | BW |
|      | Wohnhaus einer Hofanlage | Goggenbach, Brunnenstraße 13 (Karte) |           | Prüffall                 | BW |

## Mangoldsall
| Bild | Bezeichnung                  | Lage                                            | Datierung | Beschreibung             | ID |
| ---- | ---------------------------- | ----------------------------------------------- | --------- | ------------------------ | -- |
|      | Hofanlage                    | Mangoldsall, Blendweg 5 (Karte)                 |           | Geschützt nach § 2 DSchG | BW |
|      | Wohnstallhaus                | Mangoldsall, Blendweg 15 (Karte)                |           | Geschützt nach § 2 DSchG | BW |
|      | Schulhaus                    | Mangoldsall, Sallstraße 19 (Karte)              |           | Geschützt nach § 2 DSchG | BW |
|      | Hofanlage                    | Mangoldsall, Sallstraße 32, 34, 36, 42 (Karte)  |           | Prüffall                 | BW |
|      | Hofanlage mit Wohnhaus       | Mangoldsall-Füssbach, Bachstraße 13, 16 (Karte) |           | Geschützt nach § 2 DSchG | BW |
|      | Wohnstallhaus mit Dachreiter | Mangoldsall-Füssbach, Bachstraße 21 (Karte)     |           | Prüffall                 | BW |

## Westernach
| Bild | Bezeichnung                          | Lage                                               | Datierung | Beschreibung              | ID |
| ---- | ------------------------------------ | -------------------------------------------------- | --------- | ------------------------- | -- |
|      | Evangelische Kirche                  | Westernach, Lindenstraße 16 (Karte)                |           | Geschützt nach § 28 DSchG | BW |
|      | Gasthof zum Lamm                     | Westernach, Lindenstraße 31 (Karte)                |           | Geschützt nach § 2 DSchG  | BW |
|      | Steinbogenbrücke über den Rinnenbach | Westernach, Lindenstraße (Karte)                   |           | Geschützt nach § 2 DSchG  | BW |
|      | Wohnstallhaus                        | Westernach, Seestraße 2 (Karte)                    |           | Geschützt nach § 2 DSchG  | BW |
|      | Scheuer                              | Westernach-Beltersrot, Bühlholzstraße 8 (Karte)    |           | Prüffall                  | BW |
|      | Ettertafel                           | Westernach-Beltersrot, Klingenweg 3 (Karte)        |           | Geschützt nach § 2 DSchG  | BW |
|      | Waaghäuschen                         | Westernach-Beltersrot, Klingenweg 3 (Karte)        |           | Geschützt nach § 2 DSchG  | BW |
|      | Sandstein-Haustürgewände             | Westernach-Beltersrot, Klingenweg 21 (Karte)       |           | Geschützt nach § 2 DSchG  | BW |
|      | Bauernhaus                           | Westernach-Belzhag, Bühlweiler 6 (Karte)           |           | Prüffall                  | BW |
|      | Backhäuschen                         | Westernach-Belzhag, Bühlweiler 11b                 |           | Geschützt nach § 2 DSchG  |    |
|      | Bauernhaus                           | Westernach-Belzhag, Bühlweiler 13                  |           | Geschützt nach § 2 DSchG  |    |
|      | steinerne Wirtshaustafel             | Westernach-Belzhag, Kupferzeller Straße 39 (Karte) |           | Geschützt nach § 2 DSchG  | BW |
|      | Backhaus mit Ofenanbau               | Westernach-Belzhag, zu Weilerwiesen 10 (Karte)     |           | Geschützt nach § 2 DSchG  | BW |
|      | Stallscheuer                         | Westernach-Belzhag, zu Weilerwiesen 20 (Karte)     |           | Geschützt nach § 2 DSchG  | BW |
|      | Wohnstallhaus                        | Westernach-Hesselbronn, Kreuzstraße 10 (Karte)     |           | Geschützt nach § 2 DSchG  | BW |
|      | Laufbrunnen                          | Westernach-Hesselbronn, Kreuzstraße (Karte)        |           | Geschützt nach § 2 DSchG  | BW |
|      | Steinkreuz                           | Westernach-Hesselbronn, Gewann Rieden              |           | Geschützt nach § 28 DSchG |    |
|      | Bahnhof-Empfangsgebäude              | Westernach-Neu-Kupfer, Vier Eichen 1 (Karte)       |           | Geschützt nach § 2 DSchG  | BW |